# Turneul celor Șase Națiuni din 2010
Turneul celor Șase Națiuni din 2010, cunoscut sub numele de 2010 RBS 6 Nations datorită sponsorului turneului, Royal Bank of Scotland, a fost cea de a 11-a ediție a Turneului celor Șase Națiuni, campionatul anual de rugby din emisfera nordică.
La această ediție au participat Anglia, Franța (care a devenit campioana ediției), Irlanda, Italia, Scoția și Țara Galilor. Incluzând competițiile inițiale Turneul Home Nations și Turneul celor Cinci Națiuni, acesta a fost cea de a 116-a ediție a turneului.

## Echipe participante
| Țara         | Stadion               | Stadion    | Stadion     | Antrenor        | Căpitan                     |
| Țara         | Stadion propriu       | Capacitate | Oraș        | Antrenor        | Căpitan                     |
| ------------ | --------------------- | ---------- | ----------- | --------------- | --------------------------- |
| Anglia       | Stadionul Twickenham  | 82000      | Londra      | Martin Johnson  | Steve Borthwick/Lewis Moody |
| Franța       | Stade de France       | 81.338     | Saint-Denis | Marc Lièvremont | Thierry Dusautoir           |
| Irlanda      | Aviva Stadium         | 51.700     | Dublin      | Declan Kidney   | Brian O'Driscoll            |
| Italia       | Stadio Olimpico       | 73.261     | Roma        | Nick Mallett    | Leonardo Ghiraldini         |
| Scoția       | Stadionul Murrayfield | 67.144     | Edinburgh   | Andy Robinson   | Mike Blair/Chris Cusiter    |
| Țara Galilor | Millennium Stadium    | 74,500     | Cardiff     | Warren Gatland  | Ryan Jones                  |

## Clasament
| Loc | Echipa       | Jocuri | Jocuri   | Jocuri  | Jocuri     | Puncte | Puncte    | Puncte    | Eseuri | Puncte clasament |
| Loc | Echipa       | Jucate | Victorii | Egaluri | Înfrângeri | Pentru | Împotrivă | Diferență | Eseuri | Puncte clasament |
| --- | ------------ | ------ | -------- | ------- | ---------- | ------ | --------- | --------- | ------ | ---------------- |
| 1   | Franța       | 5      | 5        | 0       | 0          | 135    | 69        | +66       | 13     | 10               |
| 2   | Irlanda      | 5      | 3        | 0       | 2          | 106    | 95        | +11       | 11     | 6                |
| 3   | Anglia       | 5      | 2        | 1       | 2          | 88     | 76        | +12       | 6      | 5                |
| 4   | Țara Galilor | 5      | 2        | 0       | 3          | 113    | 117       | -4        | 10     | 4                |
| 5   | Scoția       | 5      | 1        | 1       | 3          | 83     | 100       | -17       | 3      | 3                |
| 6   | Italia       | 5      | 1        | 0       | 4          | 69     | 137       | -68       | 5      | 2                |

### Etapa 1
| 6 februarie 2010 | Irlanda | 29–11 | Italia       | Aviva Stadium, Dublin            |
| 6 februarie 2010 | Anglia  | 30-17 | Țara Galilor | Stadionul Twickenham, Londra     |
| 7 februarie 2010 | Scoția  | 9–28  | Franța       | Stadionul Murrayfield, Edinburgh |

### Etapa a 2-a
| 13 februarie 2010 | Țara Galilor | 31–14 | Scoția  | Millennium Stadium, Cardiff |
| 13 februarie 2010 | Franța       | 33–10 | Irlanda | Stade de France, Paris      |
| 14 februarie 2010 | Italia       | 12–17 | Anglia  | Stadio Olimpico, Roma       |

### Etapa a 3-a
| 26 februarie 2010 | Țara Galilor | 20-26 | Franța  | Millennium Stadium, Cardiff  |
| 27 februarie 2010 | Italia       | 16–12 | Scoția  | Stadio Olimpico, Roma        |
| 27 februarie 2010 | Anglia       | 16-20 | Irlanda | Stadionul Twickenham, Londra |

### Etapa a 4-a
| 13 martie 2010 | Irlanda | 27-12 | Țara Galilor | Aviva Stadium, Dublin            |
| 13 martie 2010 | Scoția  | 15–15 | Anglia       | Stadionul Murrayfield, Edinburgh |
| 14 martie 2010 | Franța  | 46–20 | Italia       | Stade de France, Paris           |

### Etapa a 5-a
| 20 martie 2010 | Țara Galilor | 33–10 | Italia | Millennium Stadium, Cardiff |
| 20 martie 2010 | Irlanda      | 20-23 | Scoția | Aviva Stadium, Dublin       |
| 20 martie 2010 | Franța       | 12-10 | Anglia | Stade de France, Paris      |